# Lijst van Alarmschijven in 2009
Deze hits waren in 2009 Alarmschijf op Radio 538:
| Nr.  | Datum        | Artiest                                     | Titel                          | Hoogste positie in Top 40 |
| ---- | ------------ | ------------------------------------------- | ------------------------------ | ------------------------- |
| 2018 | 3 januari    | Lady Gaga ft. Colby O'Donis                 | Just Dance                     | 1(2wk)                    |
| 2019 | 10 januari   | Rihanna                                     | Rehab                          | 3                         |
| 2020 | 17 januari   | Snow Patrol                                 | Crack the Shutters             | 14                        |
| 2021 | 24 januari   | Kelly Clarkson                              | My Life Would Suck Without You | 3                         |
| 2022 | 31 januari   | Katy Perry                                  | Thinking of You                | 18                        |
| 2023 | 7 februari   | Coldplay                                    | Life in Technicolor ii         | 15                        |
| 2024 | 14 februari  | Kevin Rudolf & Lil' Wayne                   | Let It Rock                    | 10                        |
| 2025 | 21 februari  | Taylor Swift                                | Love Story                     | 13                        |
| 2026 | 28 februari  | Beyoncé                                     | Halo                           | 9                         |
| 2027 | 7 maart      | Lady Gaga                                   | Poker Face                     | 1(8wk)                    |
| 2028 | 14 maart     | BLØF                                        | Vandaag                        | 7                         |
| 2029 | 21 maart     | Flo Rida ft. Ke$ha                          | Right Round                    | 3                         |
| 2030 | 28 maart     | Nickelback                                  | I'd Come for You               | 20                        |
| 2031 | 4 april      | Akon ft. Kardinal Offishall & Colby O'Donis | Beautiful                      | 12                        |
| 2032 | 11 april     | P!nk                                        | Please Don't Leave Me          | 19                        |
| 2033 | 18 april     | Tiziano Ferro & Kelly Rowland               | Breathe Gentle                 | 9                         |
| 2034 | 25 april     | Madcon                                      | Beggin'                        | 1(2wk)                    |
| 2035 | 2 mei        | Kelly Clarkson                              | I Do Not Hook Up               | 19                        |
| 2036 | 9 mei        | Esmée Denters                               | Outta Here                     | 3                         |
| 2037 | 16 mei       | Lady Gaga                                   | LoveGame                       | 5                         |
| 2038 | 23 mei       | Falco Luneau                                | Nobody                         | 28                        |
| 2039 | 30 mei       | Stereo                                      | Last Forever                   | 10                        |
| 2040 | 6 juni       | Beyoncé                                     | Sweet Dreams                   | 26                        |
| 2041 | 13 juni      | Linkin Park                                 | New Divide                     | 23                        |
| 2042 | 20 juni      | Flo Rida ft. Wynter                         | Sugar                          | 13                        |
| 2043 | 27 juni      | Coldplay                                    | Lovers in Japan                | 12                        |
| 2044 | 4 juli       | The Black Eyed Peas                         | I Gotta Feeling                | 1(2wk)                    |
| 2045 | 11 juli      | Lady Gaga                                   | Paparazzi                      | 4                         |
| 2046 | 18 juli      | Keri Hilson ft. Kanye West & Ne-Yo          | Knock You Down                 | 8                         |
| 2047 | 25 juli      | Tiësto & Sneaky Sound System                | I Will Be Here                 | 28                        |
| 2048 | 1 augustus   | Jordin Sparks                               | Battlefield                    | 15                        |
| 2049 | 8 augustus   | Madonna                                     | Celebration                    | 6                         |
| 2050 | 15 augustus  | Anouk                                       | Three Days in a Row            | 1(4wk)                    |
| 2051 | 22 augustus  | Waylon                                      | Wicked Way                     | 10                        |
| 2052 | 29 augustus  | Cobra Starship ft. Leighton Meester         | Good Girls Go Bad              | 19                        |
| 2053 | 5 september  | Inna                                        | Hot                            | 2                         |
| 2054 | 12 september | Beyoncé                                     | Radio                          | 14                        |
| 2055 | 19 september | Robbie Williams                             | Bodies                         | 1(4wk)                    |
| 2056 | 26 september | Destine                                     | Stars                          | 26                        |
| 2057 | 3 oktober    | Snow Patrol                                 | Just Say Yes                   | 1(3wk)                    |
| 2058 | 10 oktober   | Jordin Sparks                               | S.O.S. (Let the Music Play)    | 15                        |
| 2059 | 17 oktober   | Stereo                                      | Still Here                     | 29                        |
| 2060 | 24 oktober   | Jay-Z ft. Alicia Keys                       | Empire State of Mind           | 2                         |
| 2061 | 31 oktober   | Anouk                                       | Woman                          | 3                         |
| 2062 | 7 november   | The Black Eyed Peas                         | Meet Me Halfway                | 3                         |
| 2063 | 14 november  | Robbie Williams                             | You Know Me                    | 10                        |
| 2064 | 21 november  | Lady Gaga                                   | Bad Romance                    | 10                        |
| 2065 | 28 november  | Owl City                                    | Fireflies                      | 1(10wk)                   |
| 2066 | 5 december   | Jason Derülo                                | Whatcha say                    | 12                        |
| 2067 | 12 december  | 30 Seconds to Mars                          | Kings and Queens               | 21                        |
| 2068 | 19 december  | Jay Sean ft. Lil' Wayne                     | Down                           | 17                        |
| 2069 | 26 december  | Miss Montreal                               | Being Alone at Christmas       | 5                         |

1969 ·
1970 ·
1971 ·
1972 ·
1973 ·
1974 ·
1975 ·
1976 ·
1977 ·
1978 ·
1979 ·
1980 ·
1981 ·
1982 ·
1983 ·
1984 ·
1985 ·
1986 ·
1987 ·
1988 ·
1989 · 
1990 · 
1991 · 
1992 · 
1993 · 
1994 · 
1995 · 
1996 · 
1997 · 
1998 · 
1999 · 
2000 · 
2001 · 
2002 · 
2003 · 
2004 · 
2005 · 
2006 · 
2007 · 
2008 · 
2009 ·
2010 ·
2011 ·
2012 ·
2013 ·
2014 ·
2015 ·
2016 ·
2017 ·
2018 ·
2019 ·
2020 ·
2021 ·
2022 ·
2023 ·
2024 ·
2025